# Módní dům Don (Hradec Králové)
 Dům módy Don (Gočárova třída čp. 1517) je objekt na Pražském Předměstí v Hradci Králové, který byl postaven v letech 1969–1974 jako obchodní dům a svému účelu slouží dodnes, i když ve velmi omezené míře.

## Stavební popis
Čtyřpodlažní budova s plastickým keramickým obkladem Děvany Mírové, Lydie Hladíkové a Marie Rychlíkové a proskleným přízemím. V parteru jsou velkoplošné výkladce a vstupy do obchodního domu. Další dvě podlaží jsou oproti přízemí předsazena, poslední patro je opět v úrovni přízemí. Druhé a třetí patro je předsazeno ve dvou úrovních a zároveň dvou odlišných členěních. Více předstupující dvoupodlažní část je bez okenních otvorů. Méně předsazené plochy jsou členěny pásovými okny a jsou obloženy hladkými keramickými obklady. Vysoko na střeše stavby bývala umístěna tmavá krychle s bílými písmeny vyvedeným názvem obchodního domu – DON.

## Historie
Na místě obchodního domu stávala dříve zahrada stavitele Antonína Slejšky, do které 21. září 1933 dopadl letoun četaře Jan Wollemana a poručíka Jiřího Kůžela. Před dopadem na zem vyskočil pozorovatel Jiří Kůžel, kterému se kvůli nízké výšce otevřel padák jen částečně. Dopadl tak vedle letounu a byl ihned mrtev. Pilot Jan Wolleman zůstal naopak připoután v pilotním sedadle a byl těžce zraněn. Následkům tohoto zranění podlehl 23. září v zdejší nemocnici. 27. října 1934 nechal vlastník zahrady slavnostně odhalit pomník, který představoval 6 m dlouhý vojenský letoun, v jehož středu byla zasazena polovice zlomené vrtule ze zříceného letounu. Na křídlech byla navíc jména zahynulých letců a na trupu nápis „Národu srdce, vlasti život“. Bohužel do dnešní doby se nedochoval, protože byl odstraněn za německé okupace. Jako náhrada za pomník byla 27. října 1989 odhalena na domě čp. 1001 v ulici Letců bronzová pamětní deska od akademického sochaře a medailéra Oldřicha Tlustoše.
Obchodní dům zaměřený na dámské a pánské módní odíváni se začal stavět v roce 1969 podle projektu brněnského architekta Jana Doležala, aby byla zastavěna proluka u hotelu Avion. Keramický obklad s plastickou výzdobou navrhly Lydie Hladíková a Děvana Mírová. Samozřejmostí byla instalace klimatického zařízení s automatickou regulací. Jeho vedoucím se stal Rostislav Šimek.
Lidé mohli Don s 1 835 m² prodejní a 490 m² skladovací plochy poprvé navštívit 25. září 1974. Ve třech podlažích nabízel dámskou, pánskou a dětskou konfekci. V horním patře se nacházely učňovské středisko a úpravna oděvů, kde si zákazníci mohli nechat zakoupené šaty upravit. Zásobován byl přímo výrobci či dovozními společnostmi. Těch bylo v roce 1976 145. Zaměstnáno zde bylo 68 prodavačů a 20 technických pracovníků. Pravidelně v září se zde konaly ve spolupráci s tehdejšími výrobci přehlídky pánského a dámského módního odívání (Kaleidoskop podzimní módy), např. od 1. do 25. září 1976. Za prvních pět let provozu prošlo prodejními místnostmi Domu podle odhadu jeden a tři čtvrtě miliónu zákazníků. Ročně zde nechali více než 70 milionů korun za nakoupené zboží, kolem 3 milionů zase činil zásilkový prodej, jedna ze zákazníky vysoce ceněných služeb. Díky automatické regulaci plynové kotelny se podařilo v roce 1980 snížit na polovinu výkon kotelny v mimopracovní době, čímž se významně snížila celková spotřeba plynu. V následujících letech dochází ještě k drobným stavebním úpravám objektu, zejm. interiéru.
Obchodní dům Don, který byl původně součástí státního podniku Oděvy Hradec Králové, získala v květnu 1994 společnost Service Trade s. r. o. z Roztok u Prahy. Následně ho koupila v lednu 1995 ve veřejné dražbě za 29 milionů Kč hradecká společnost Resinter s. r. o. Na podzim 1997 změnil provozovatele, kterým se stal Prior České Budějovice.
Od roku 2000 zde sídlilo Centrum nábytku DON (dříve Prior ČR), které nabízelo široký sortiment zboží na celkové ploše 1000 m², na níž jsme mohli nalézt například studio zdravého spaní, expozici židlí a stolů, obývacích stěn či sedacích souprav.
Dole sídlila drogerie DM a Pelc kuchyně, ve 2. patře se nacházel zmíněný nábytek, ve 3. poschodí byla prodejna oblečení a v posledním 4. patře se nacházely kancelářské prostory. S otevřením galerie Atrium u OD Tesco se DM přestěhovala a začal pozvolný úbytek zákazníků. Skončila i prodejna oblečení a boutique, zůstal jen nábytek.
V roce 2012 se obchodní dům Don, který patří společnosti LE CYGNE SPORTIF GROUPE a. s., objevil v nabídkách realitních kanceláří, a to s prodejní cenou 35 milionů korun. Později zde společnost Jitona otevřela podnikovou prodejnu Showroom JITONA nábytek Hradec Králové.